# Biała Giżycka
Biała Giżycka [ˈbjawa ɡiˈʐɨt͡ska] (deutsch Adlig Bialla, 1938–1945 Bleichenau) ist ein kleiner Ort in der polnischen Woiwodschaft Ermland-Masuren. Er gehört zur Landgemeinde Wydminy (Widminnen) im Powiat Giżycki (Kreis Lötzen).

## Geographische Lage
Der Weiler (polnisch osada) Biała Giżycka liegt am Ostufer des Jezioro Białe (1938–1945 Bleichenauer See, deutsch Bialla-See) in der östlichen Mitte der Woiwodschaft Ermland-Masuren. Bis zur Kreisstadt Giżycko (Lötzen) sind es 24 Kilometer in nordwestlicher Richtung.

## Geschichte
Der kleine Gutsort Bialla, nach 1903/1908 mit Zusatzbezeichnung Adlig Bialla, wurde im Jahre 1874 in den neu errichteten Amtsbezirk Neuhoff (polnisch Zelki) eingegliedert. Er gehörte zum Kreis Lötzen im Regierungsbezirk Gumbinnen (1905–1945 Regierungsbezirk Allenstein) in der preußischen Provinz Ostpreußen. Ab 1874 war Adlig Bialla auch dem Standesamt in Neuhoff (Zelki) zugeordnet. Im Jahre 1910 zählte das Gutsdorf 89 Einwohner.
Aufgrund der Bestimmungen des Versailler Vertrags stimmte die Bevölkerung im Abstimmungsgebiet Allenstein, zu dem Adlig Bialla gehörte, am 11. Juli 1920 über die weitere staatliche Zugehörigkeit zu Ostpreußen (und damit zu Deutschland) oder den Anschluss an Polen ab. In Adlig Bialla stimmten 40 Einwohner für den Verbleib bei Ostpreußen, auf Polen entfiel keine Stimme.
Am 30. September 1928 verlor Adlig Bialla seine Eigenständigkeit und wurde in die Landgemeinde Adlig Wolla (1938–1945 Bleichenau, polnisch Pańska Wolla) eingemeindet. Am 3. Juni (offiziell bestätigt am 16. Juli) des Jahres 1938 erfolgte die Umbenennung des Ortes in Bleichenau.
In Kriegsfolge kam der Ort 1945 mit dem gesamten südlichen Ostpreußen zu Polen und heißt seitdem polnisch Biała Giżycka. Heute ist er Sitz eines Schulzenamtes (polnisch sołectwo) und somit eine Ortschaft im Verbund der Landgemeinde Wydminy (Widminnen) im Powiat Giżycki (Kreis Lötzen), vor 1998 der Woiwodschaft Suwałki, seither der Woiwodschaft Ermland-Masuren zugehörig.

## Religionen
Bis 1945 war Adlig Bialla in die evangelische Pfarrgemeinde Neuhoff in der Kirchenprovinz Ostpreußen der Evangelischen Kirche der Altpreußischen Union und in die katholische Pfarrgemeinde Lötzen im Bistum Ermland eingepfarrt.
Heute gehört Biał Giżycka zur evangelischen Kirchengemeinde Wydminy, einer Filialgemeinde der Pfarrei Giżycko in der Diözese Masuren der Evangelisch-Augsburgischen Kirche in Polen, bzw. zur Pfarrkirche Zelki im Bistum Ełk (Lyck) der Römisch-katholischen Kirche in Polen.

## Verkehr
Biała Giżycka ist von der Woiwodschaftsstraße DW 656 von Zelki (Neuhoff) aus über Franciszkowo (Franziskowen, 1938–1945 Freihausen) zu erreichen, ebenso über eine Nebenstraße, die von Talki (Talken) nach Pańska Wola (Adlig Wolla, 1938–1945 Freihausen) führt. Eine Bahnanbindung besteht nicht.